# مطراقچی
نصوح بن قره‌گوز بن عبدالله الویسکاوی البوسنوی مشهور به نصوح مطراقچی یا نصوح افندی مطراقچی (به دلیل ابداع ورزش مطراق و تسلطش بر آن) و نیز نصوح السلاحی (به دلیل مهارتش در کار با اسلحه؛ ۱۴۸۰ – ح. ۱۵۶۴) از مردان بوسنیایی عثمانی در روزگار سلطنت سلطان سلیم و سلطان سلیمان بود. او را ریاضی‌دان، مورخ و نویسنده‌ای دانسته‌اند که در خطاطی و نقاشی هم ید طولایی داشته است، چنانچه دربارهٔ وی گفته‌اند: «در اسلوب ایرانی خط دیوانی تغییر تمام کردند و در رسم و هیبت آن نقل‌پذیری نمودند تا خواندن آن آسان گردد».
طی لشکرکشی سلیمان قانونی به غرب ایران مطراقچی طرح منازل را با مشاهدات خود کشیده و یادداشت‌هایی دربارهٔ آن‌ها نوشته است و در فرصت‌های به‌دست‌آمده در طول لشکرکشی و نیز طی دو سال پس از اتمام لشکرکشی برای ترسیم و رنگ‌آمیزی تصاویر و تکمیل کتاب بیان منازل کوشش کرده است. در واقع این کتاب حاصل کار چهارسالهٔ مصنف آن است که احتمالاً در سال ۹۴۴ق به دربار تقدیم شده است.
سلیمان قانونی، سلطان عثمانی در فاصلهٔ سال‌های ۹۴۲–۹۴۰ق/ ۱۵۳۶–۱۵۳۳، به بخش غربی ایران (آذربایجان و عراق عجم) و عراق عرب لشکرکشی کرد. وی از طریق خوی، تبریز، زنجان، سلطانیه، همدان، و قصر شیرین، تا بغداد پیش رفت. سپس از راه شهرهای زور، صایین قلعه (شاهین دژ)، مراغه، و سعیدآباد به تبریز بازگشت و در تعقیب شاه طهماسب صفوی بار دیگر تا نزدیکی همدان کشانده شد و سرانجام از طریق تبریز خاک ایران را ترک کرد. نصوح افندی (مطراقچی)، از همراهان سلطان در این سفر، ضمن ارائهٔ گزارشی از این لشکرکشی اغلب منزل‌های مسیر حرکت اردوی عثمانی را به تصویر کشیده است. حاصل کار او بیان منازل سفر عراقین سلطان سلیمان‌خان است که مطراقچی آن را در قالب بخشی از کتاب خود با عنوان سلیمان‌نامه، کتابی دربارهٔ رویدادهای روزگار سلیمان قانونی، عرضه کرده است.
نسخه‌ای از بیان منازل، که در کتابخانهٔ مرکزی دانشگاه استانبول نگهداری می‌شود نسخه‌ای ۱۰۹ برگی (۲۱۸ صفحه‌ای) با قطع ۲۳۰ × ۳۱۵ میلی‌متر و ۱۳۲ صفحه از آن مصور است. ۲۷ صفحه از صفحات مصور دربرگیرندهٔ ۵۴ طرح از منازلی است که داخل مرزهای ایران فعلی قرار دارند. کتاب سه بخش دارد: بخش نخست مقدمه است که دربردارندهٔ توضیح اهداف لشکرکشی و نام‌های قلاع به‌تصرف‌درآمده است. بخش دوم توضیحی دربارهٔ تقسیم‌بندی هفت‌گانهٔ اقلیمی زمین و بیان موقعیت ممالک و شهرها براساس آن است. بخش سوم شامل نام‌ها و تصاویر منازل مسیر لشکرکشی از استانبول تا تبریز و بغداد و بالعکس است. پاسخ این سؤال که تصاویر رسم‌شده از منازل تا چه میزان بازتاب واقعیت است آسان نیست. این طرح‌ها از نظر پژوهشگرانی که دربارهٔ آن تحقیق کرده‌اند متکی به مشاهدات است و عوارض طبیعی و ابنیه براساس قرارگیری آن‌ها در میدان دید نسبت به هم تصویر شده‌اند. گرایش به واقع‌نگاری از ویژگی‌های دیگر تصاویر این کتاب است که به آن ارزش استنادی می‌دهد.

## نگارخانه
نمونه‌هایی از نقاشی‌ها و مینیاتورهای مطراقچی از شهرها شامل: نام‌ها، تصاویر منازل و بناهای تاریخی

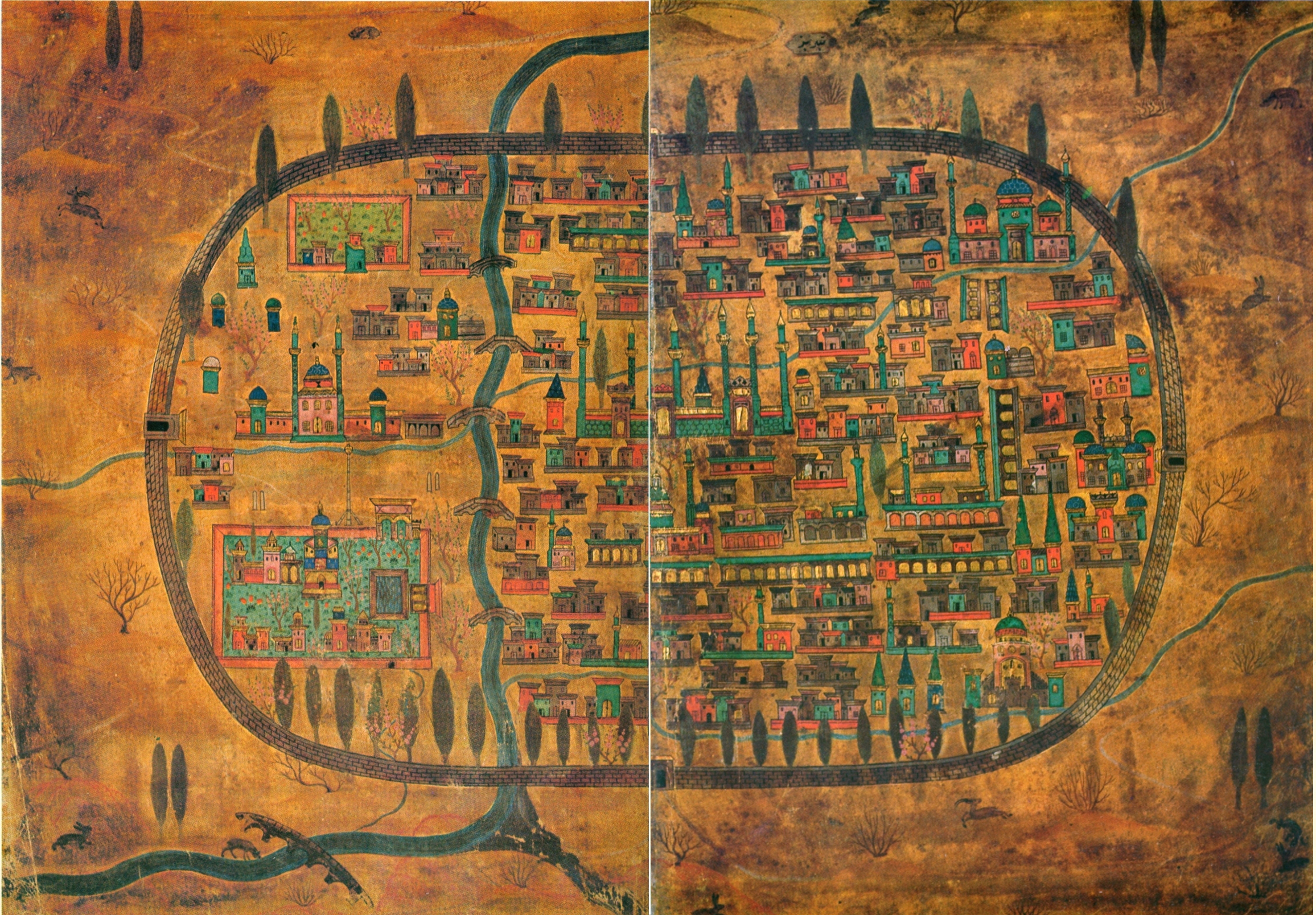
تبریز
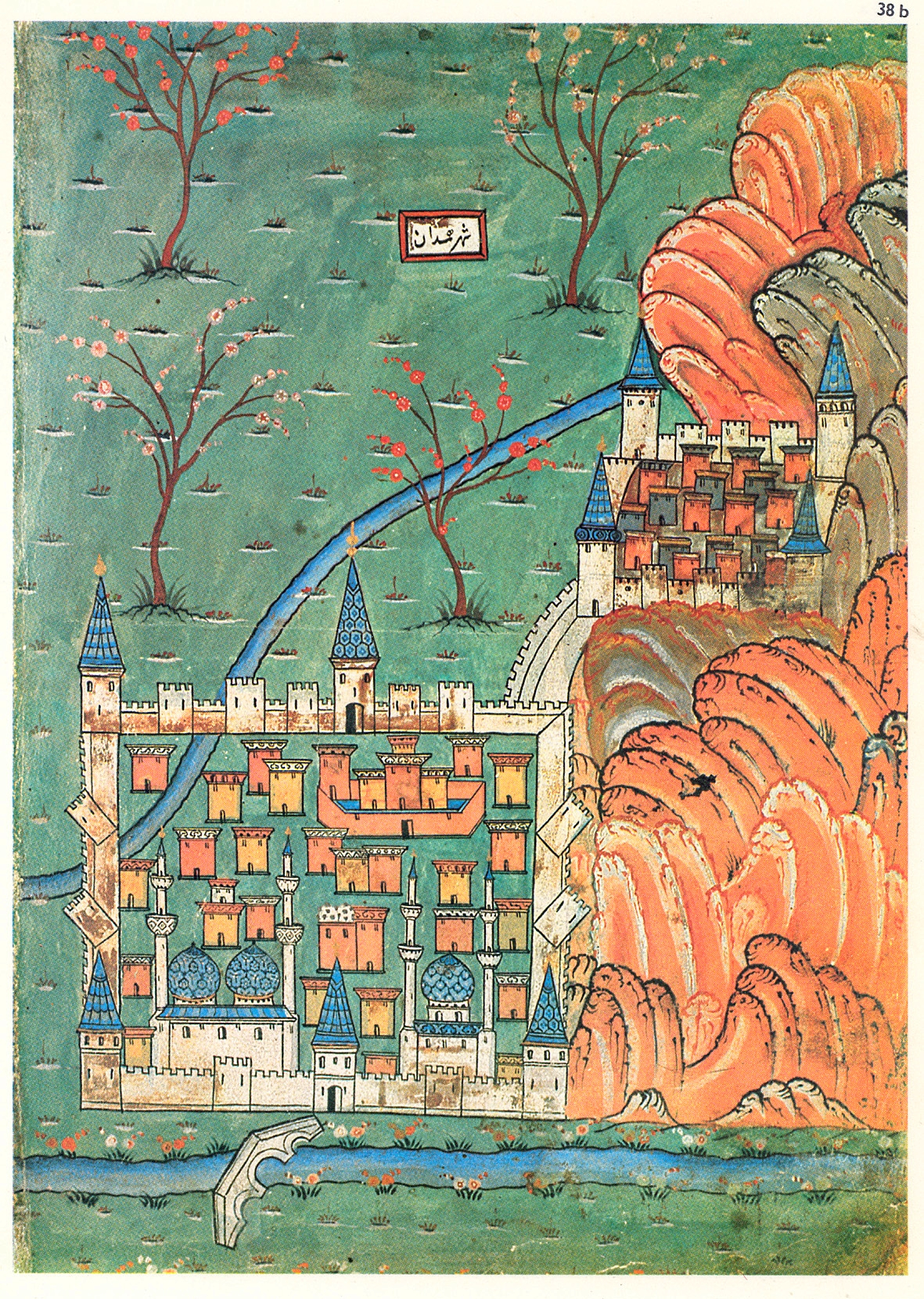
همدان
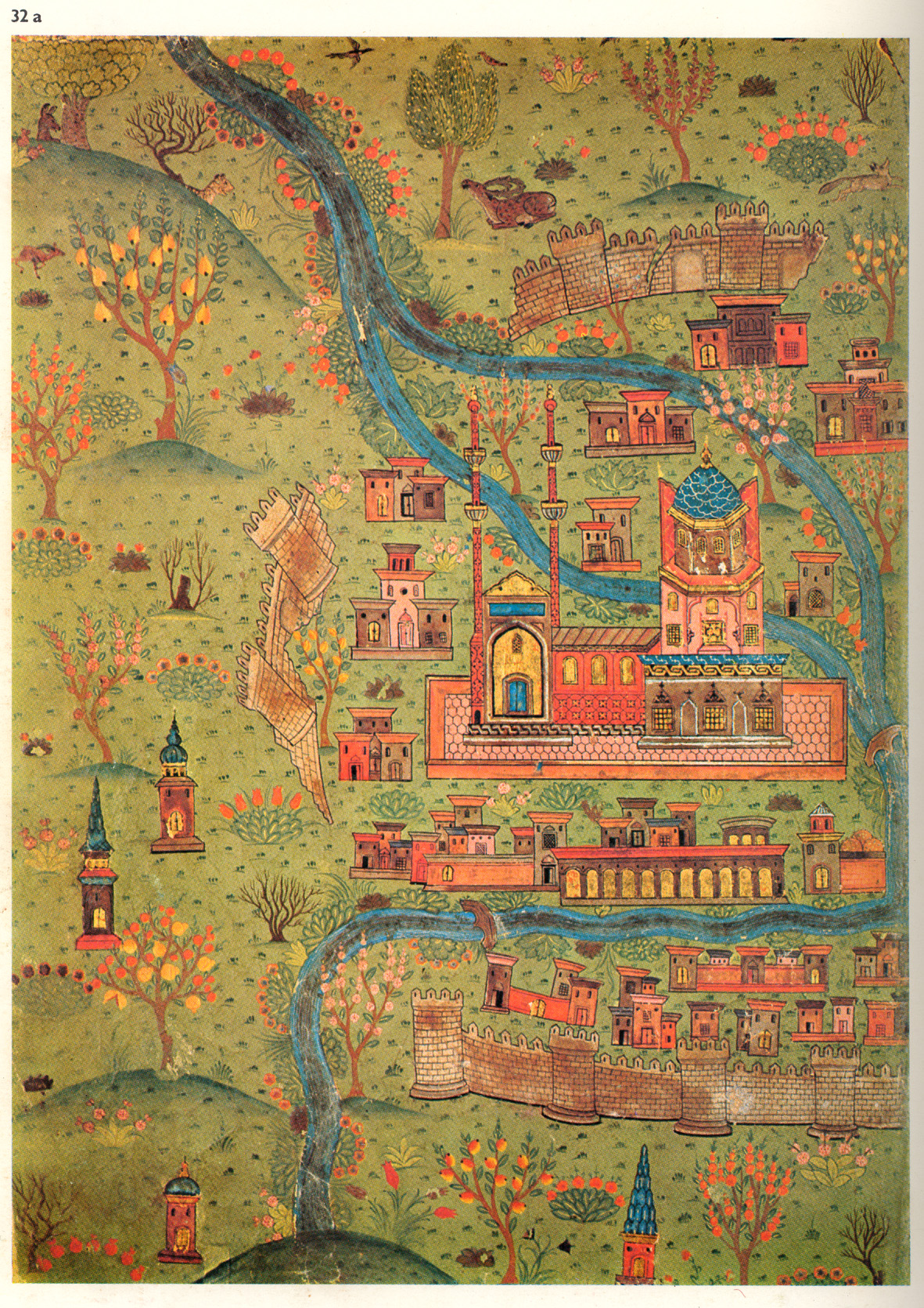
سلطانیه
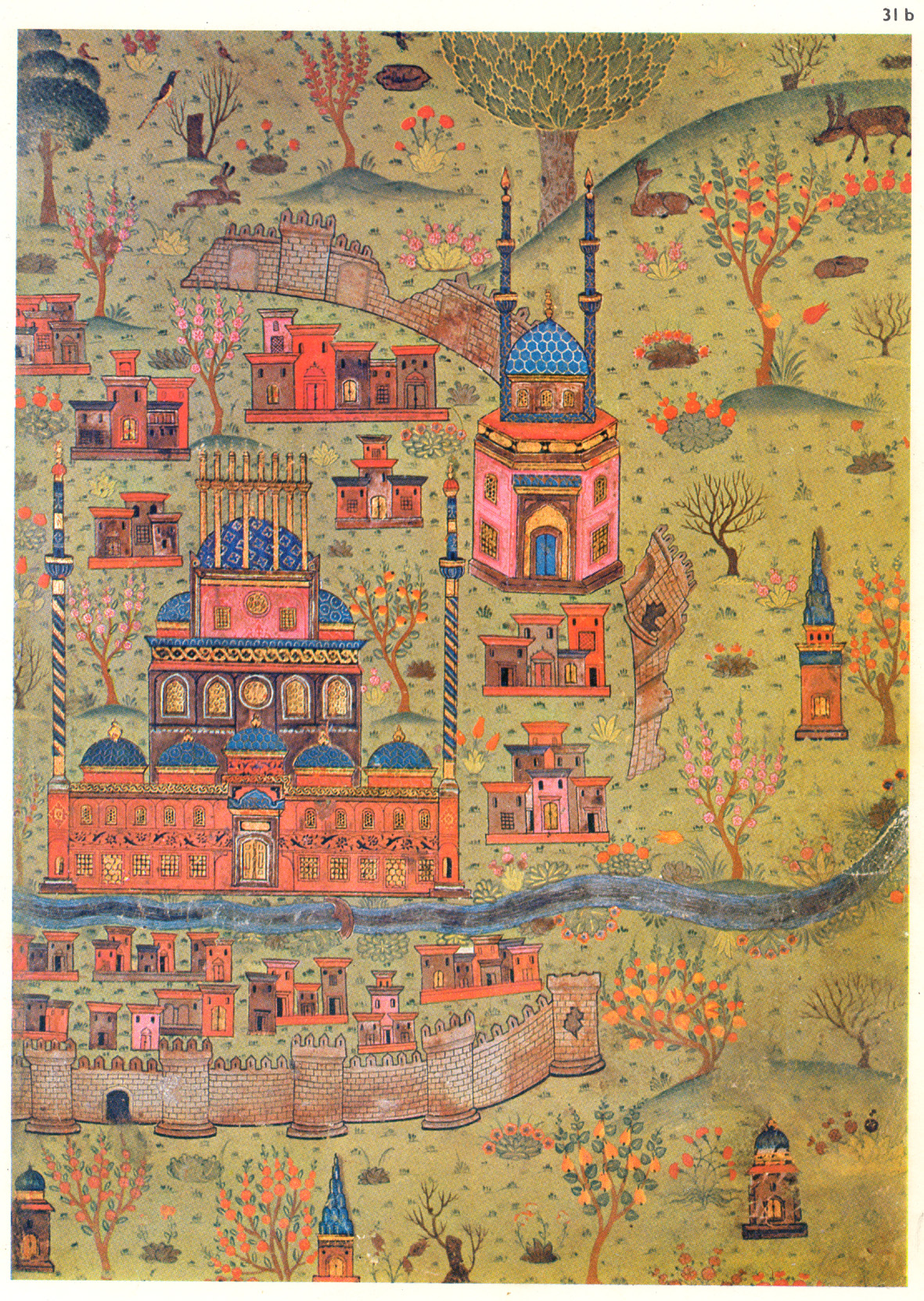
سلطانیه
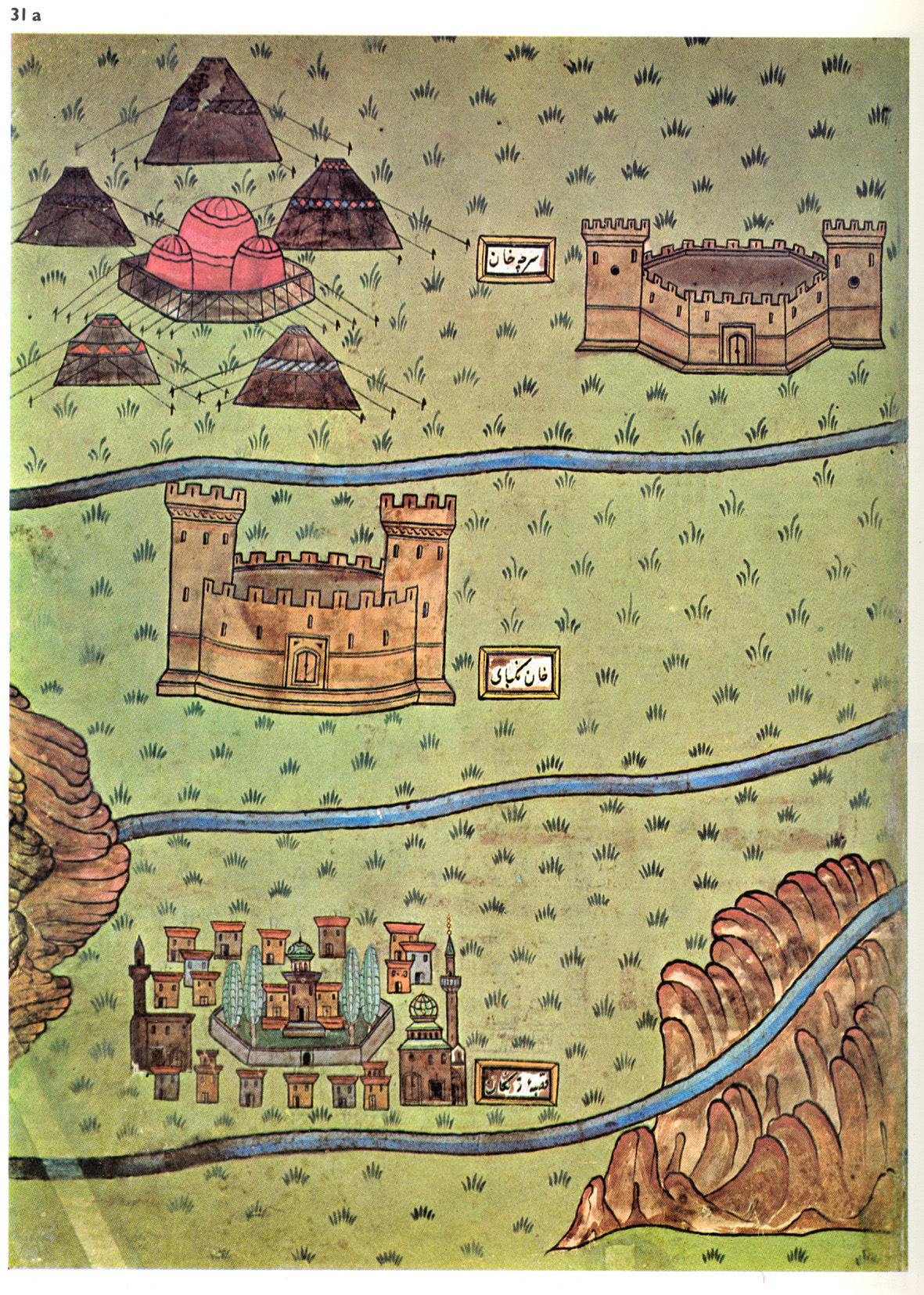
زنجان
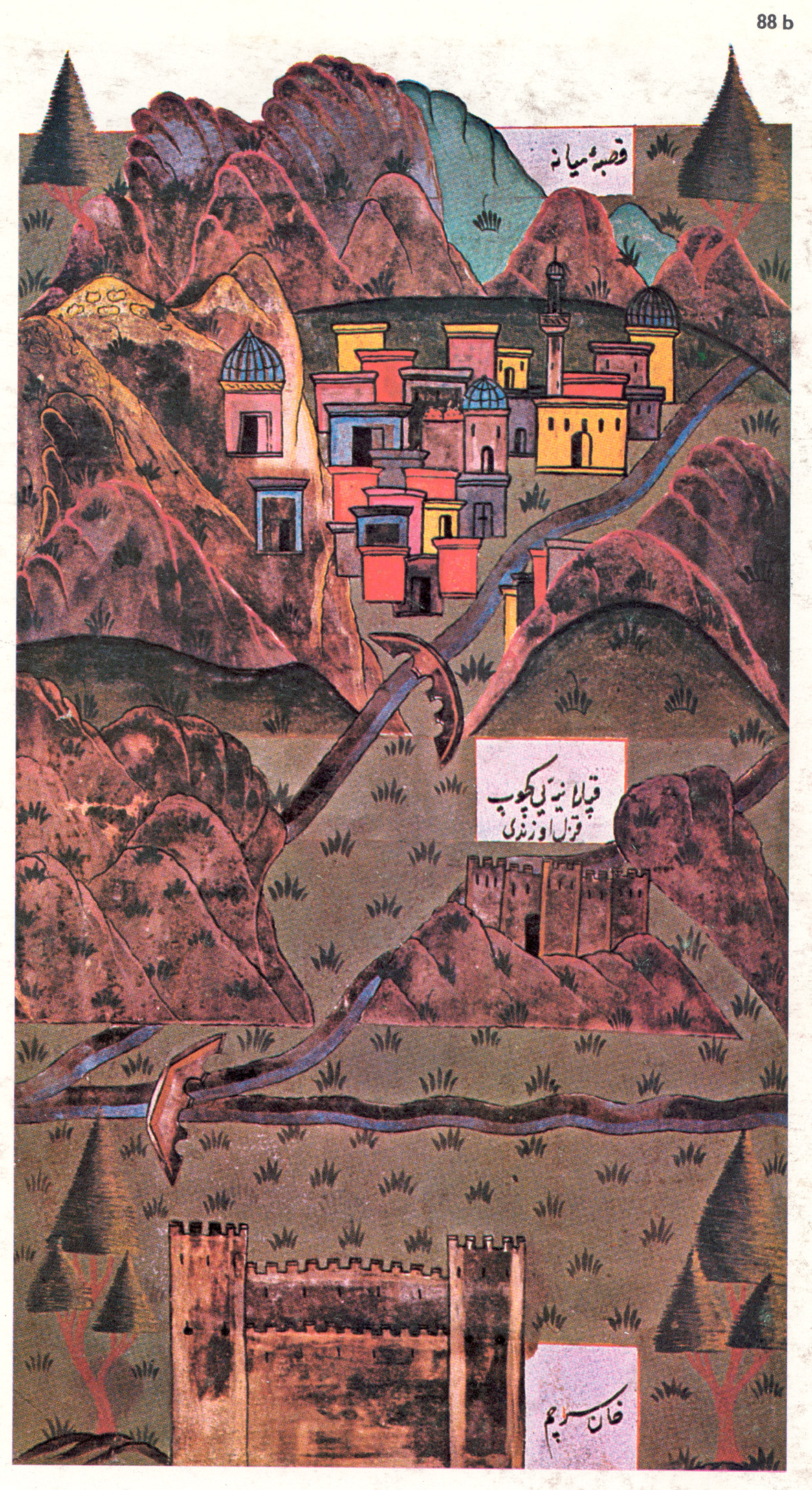
میانه
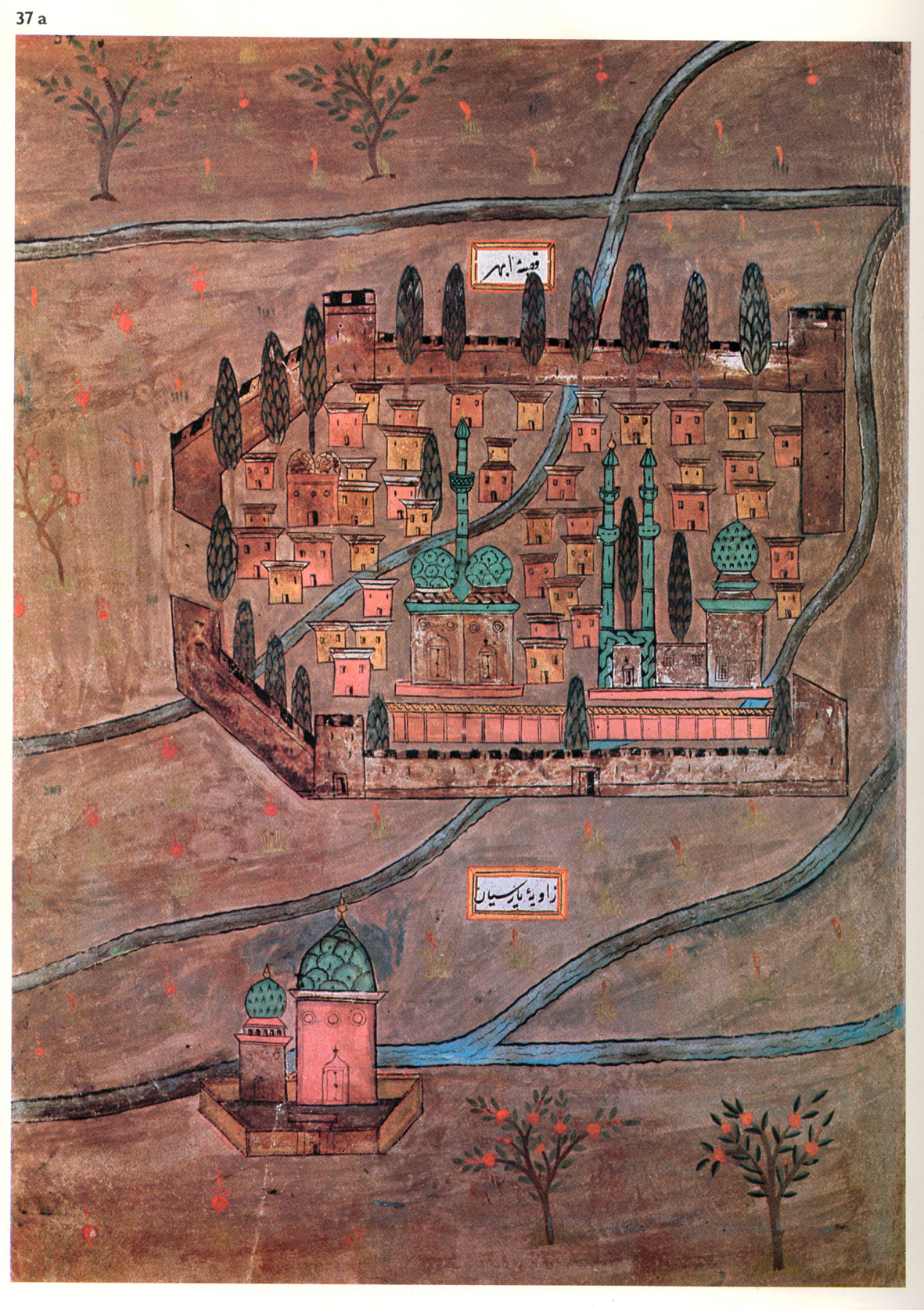
ابهر
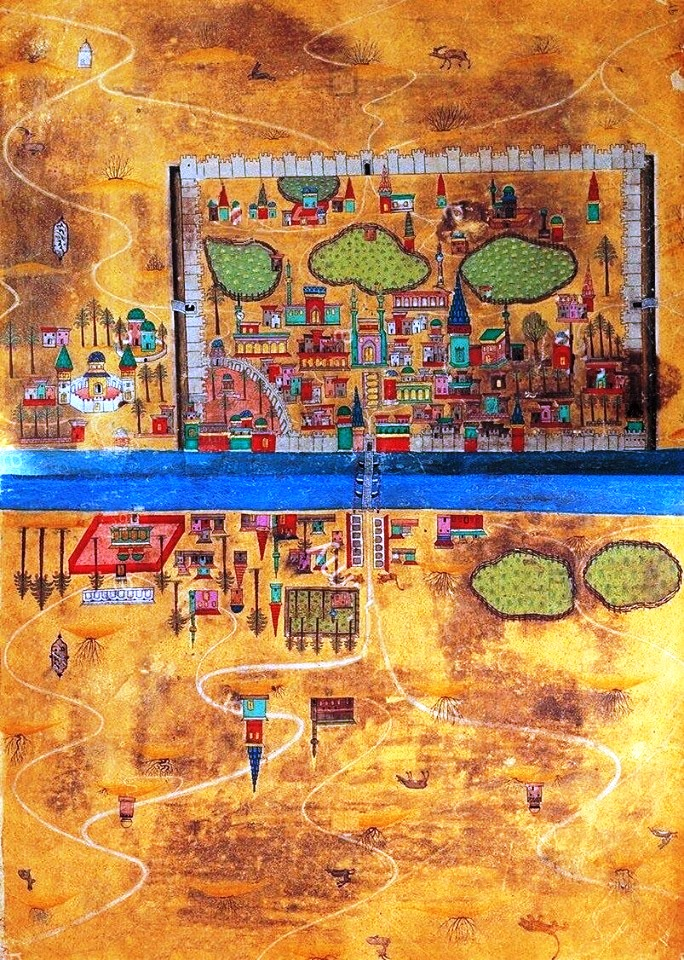
بغداد